# Kadomacu

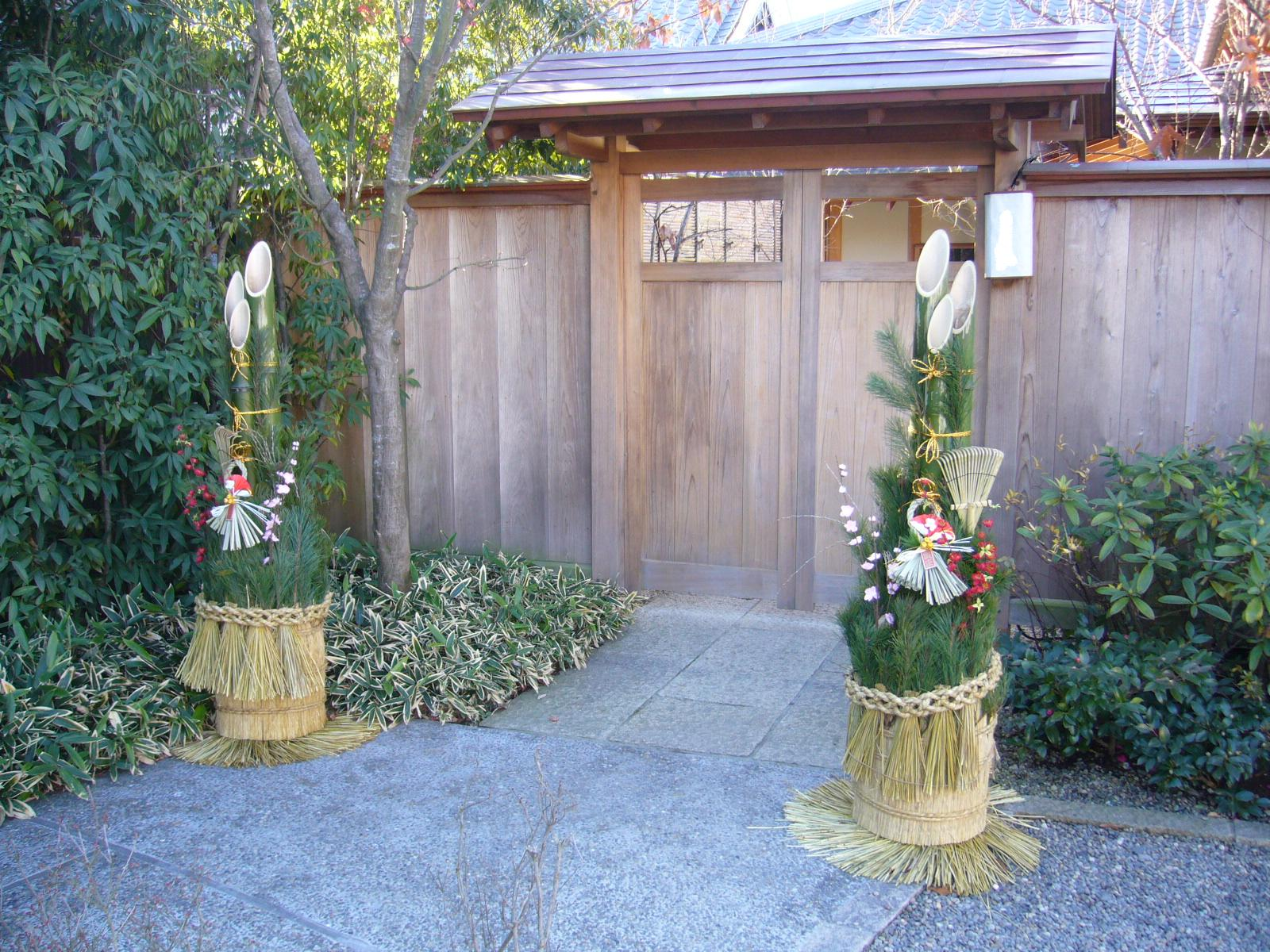
Két kadomacu egy lakóház előtt Katoriban

A kadomacu (japán írással: 門松, jelentése: „kapufenyő”, egyéb helyi elnevezései: 拝み松 (ogamimacu, „imádkozó-fenyő”), 飾り松 (kazarimacu, „díszfenyő”), 祝い松 (ivaimacu, „ünnepi fenyő”)) egy hagyományos japán dísztárgy, amelyet újévkor általában házak és sintó szentélyek kapui elé állítanak. Mind a hozzá felhasznált anyagok, mind formája, mind az, hogy pontosan hova helyezik el, az ország különböző vidékein eltér egymástól. A bambusz és a fenyő a hosszú életet és a virágzást jelképezi, maga a kadomacu pedig az újévkor az otthonokat meglátogató Tosigami isten ideiglenes „lakóhelyéül” szolgál.

## Leírása
A kadomacu egy (például földdel töltött) kosárféleségbe állított három darab (esetleg csak kettő vagy egy), legtöbbször ferdén elvágott bambuszszárból áll, amelyek aljára valamilyen zöld növényt, általában fenyőágakat helyeznek. Ha a bambuszt ferdén vágják le, akkor szoginak nevezik, ha merőlegesen, akkor zundónak. Fenyő helyett előfordulhat benne tölgy, kamélia, fűzfa, japán gesztenye, óriás liliomfa, japán vadgesztenye, Cleyera japonica és japán csillagánizs is, díszíthetik japán kajszi virágával és díszkelkáposztával is. A kadomacut legtöbbször kettesével állítják valamilyen épület bejárati kapujának bal és jobb oldalára, de tehetik egyesével például külső udvarba, hagyományos stílusú szoba közepére, toko no mába és háziszentélyekhez is. Gyakran a megszentelt sintó területeket jelző simenava kötelet is kötnek rájuk. Talapzatát száraz vadrizsből vagy szalmából készítik.
Bár ma már sokhelyütt egyszerű dísztárgyként állítják fel újévre, a sintóban eredetileg szakrális szereppel bírt: az újévkor eljövő Tosigami istenség megtestesülését lehetővé tevő jorisirójaként szolgált. Sokhelyütt az isten számára felajánlott élelmiszert is mellékeltek a kadomacuhoz: többek között Kantó déli részén és Csúbuban szalmából készült, tál alakú tárolóedényben zónit helyeztek el, az Óita prefektúrában található Uszukiban pedig három darab kagamimocsit tettek elé egy kis fatálcára, gyakran pedig valamilyen tiszteletbeli nevet (például お松様 (omacuszama)) adva neki, kezüket összetéve imádkoztak előtte.
A kadomacut régen általában december 13-án szokták kitenni, majd január 4-én, 7-én vagy 14-én eltávolítani és elégetni.

## Története
Kínában már a Tang-dinasztia korában szokás volt, hogy a kapukba a hosszú életet jelképező fenyődíszt helyeztek el. Japánban ez a Heian-korban jelent meg, majd a Kamakura-kori városokban széles körben el is terjedt. Mai formája a Muromacsi-korban alakult ki. Kezdetben a vízszintesen levágott bambuszszárakat tartalmazó (zundó) változatot készítették; állítólag a mikatagaharai csatában vesztes Tokugava Iejaszu volt az első, aki ferde vágással a szogi változatot készítette, amelyet ezután a kereskedők (ellentétben a hagyományos változatot kedvelő harcosokkal) kezdtek elterjeszteni. Ma már a szogi változat a leggyakoribb.
A második világháború után a felelősebb erdőgazdálkodás érdekében, hogy ne kelljen annyi fenyőt kivágni a kadomacukhoz, elterjedt az a szokás is, hogy csak egy-egy fenyő nyomtatott képét ragasztották ki az ajtókra, a falvakból pedig azóta is fokozatosan eltűnőben van a kadomacu. Ezzel ellentétben a nagyvárosok lakói körében továbbra is gyakori a kadomacuállítás szokása, igaz, egyre jobban terjednek a nem hagyományos anyagból, hanem például műanyagból készülő, olcsóbb változatok is.

## Képek

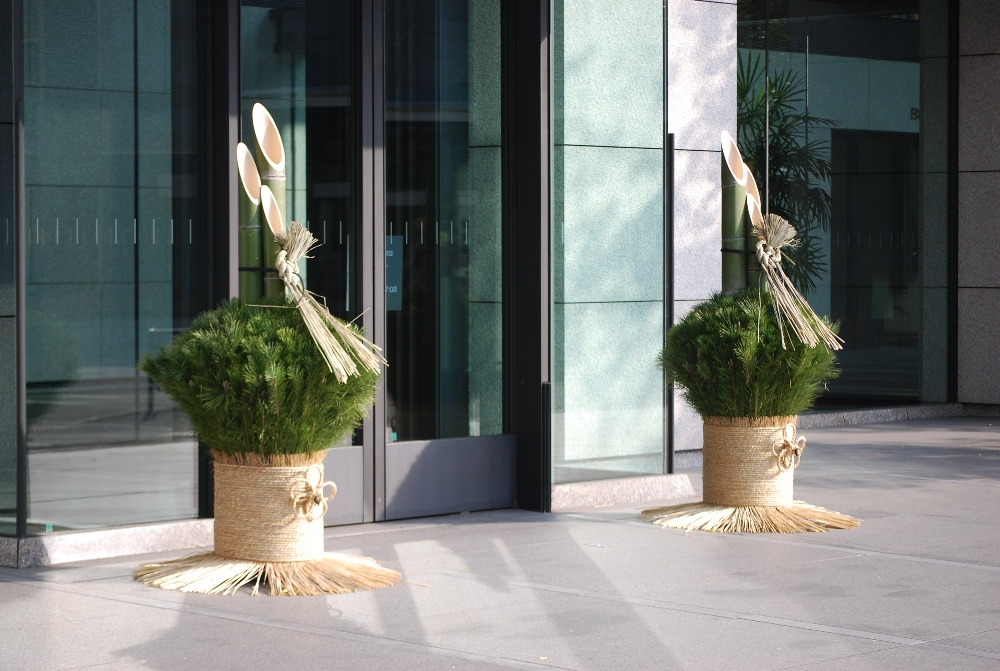
Kadomacuk Tokióban, Csijodában
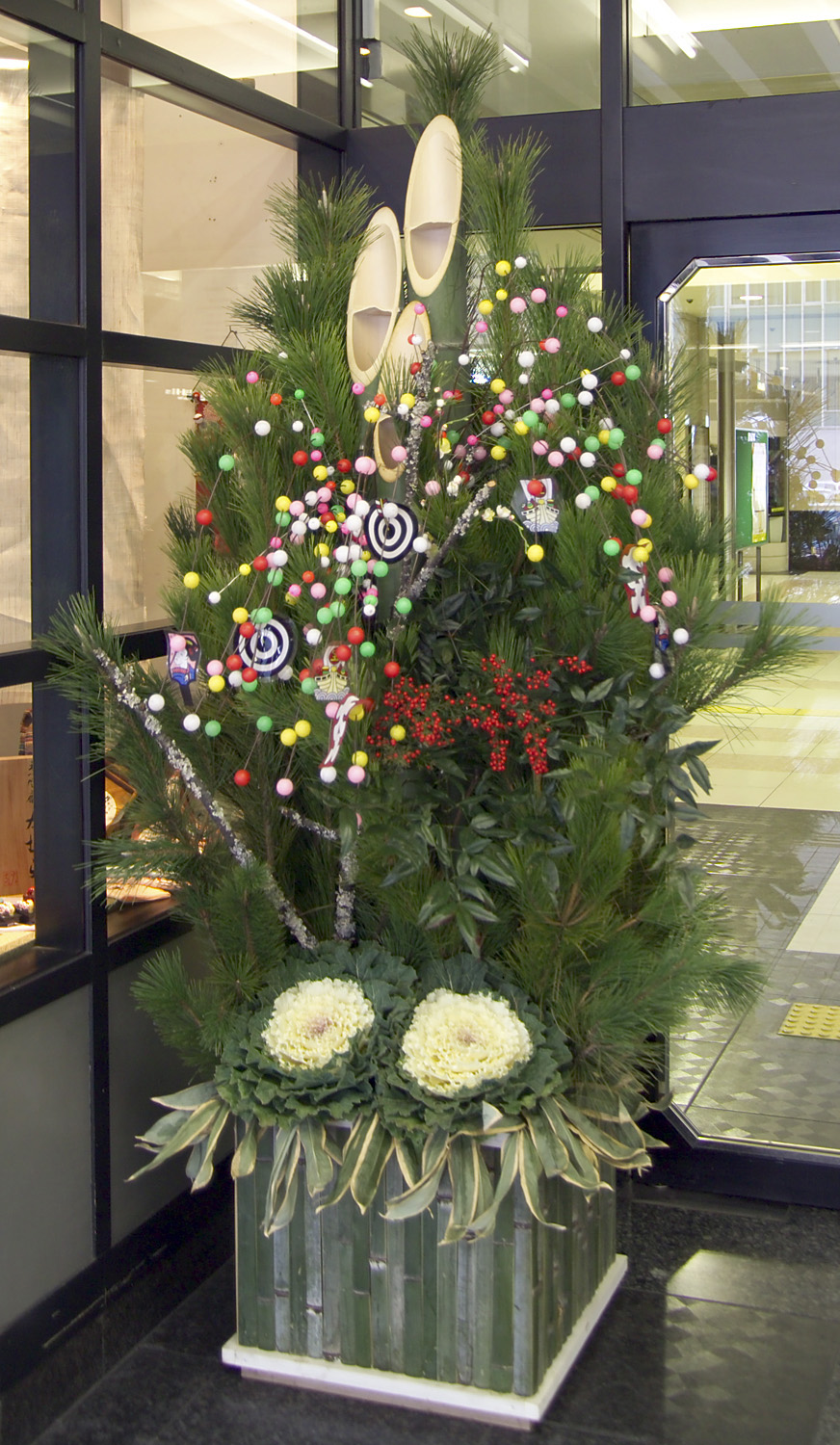
Díszes kadomacu
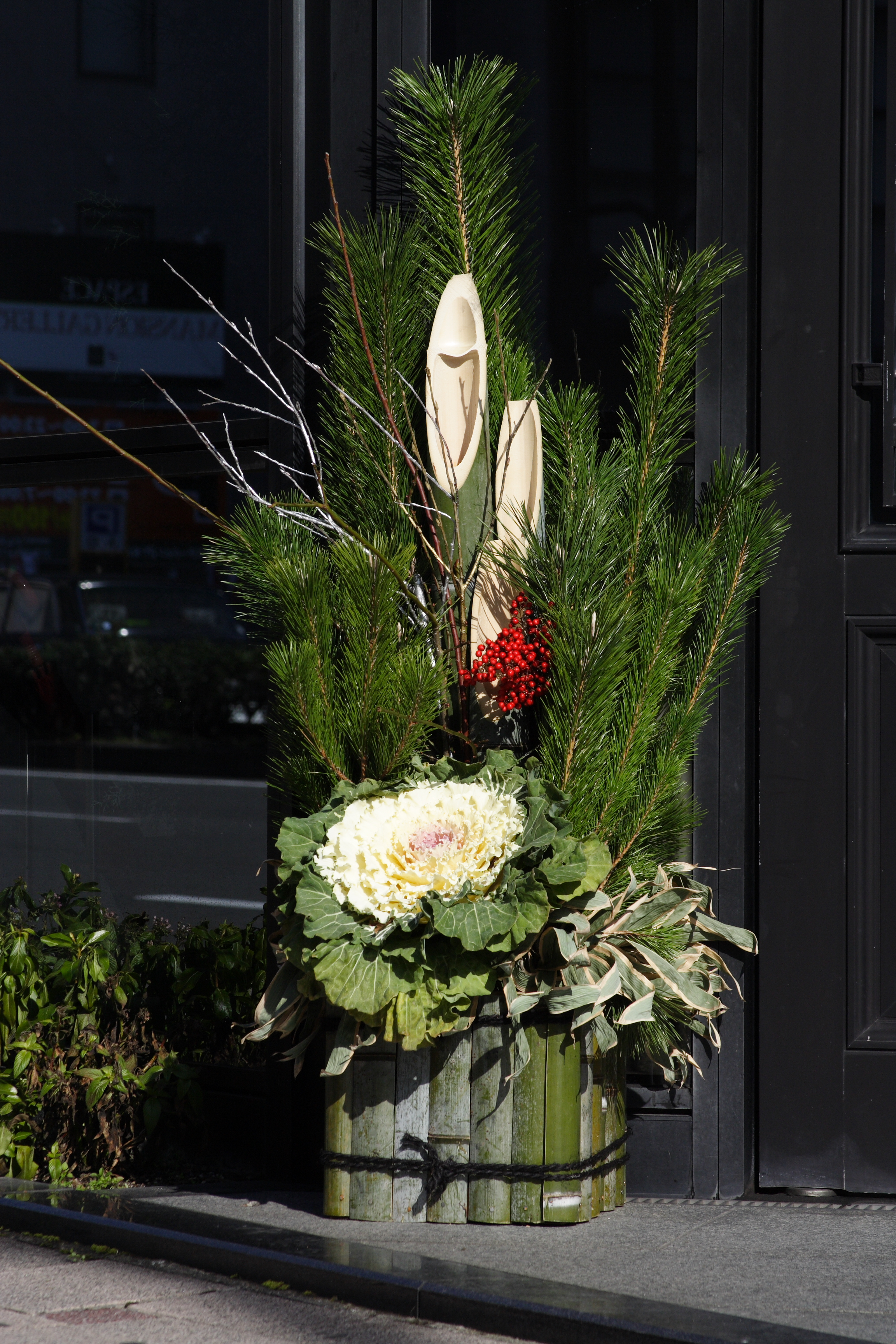
Kadomacu Kiotóban
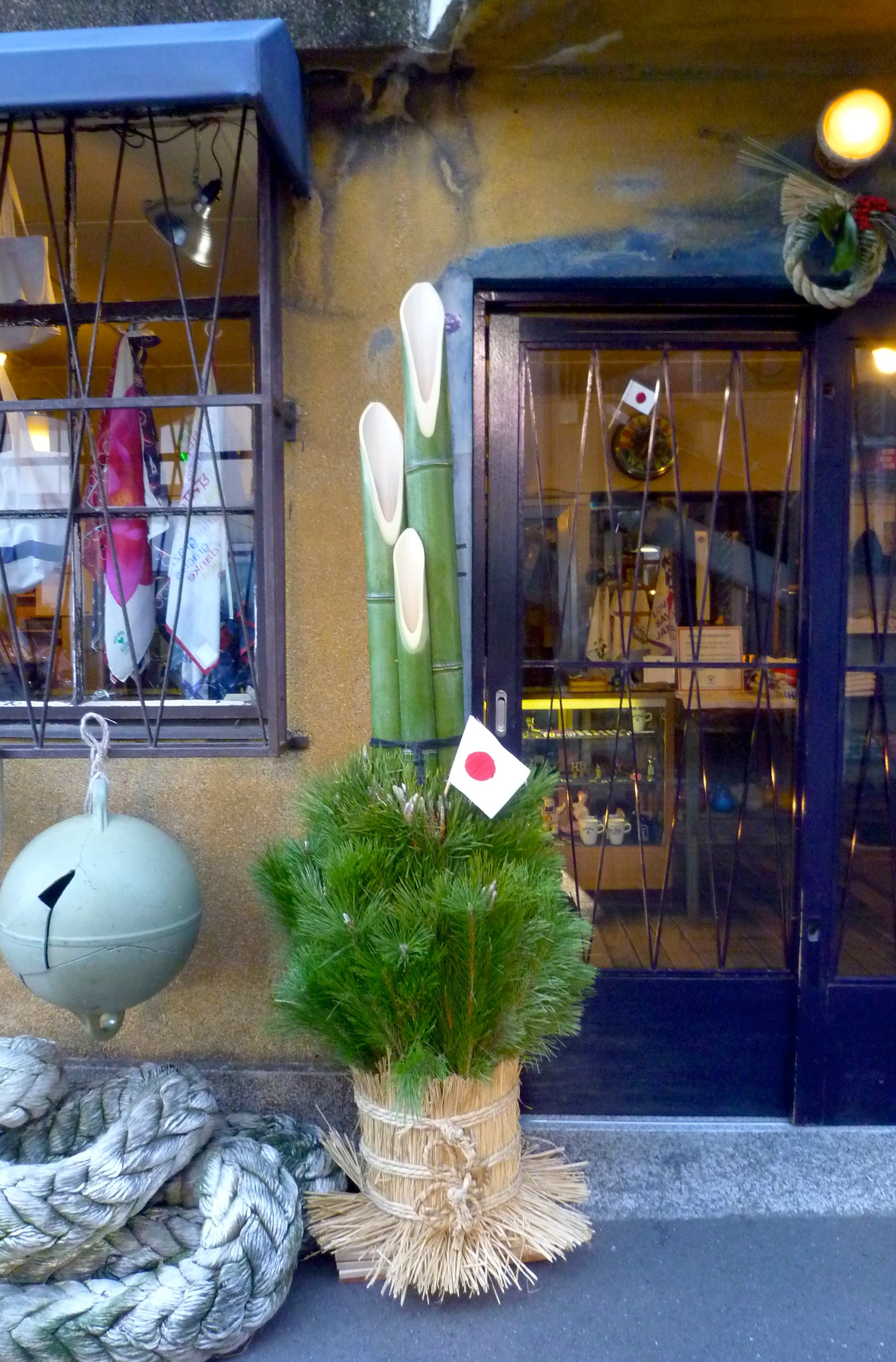
Kadomacu japán zászlóval